# مسجد الملك فهد (لوس أنجلوس)
مسجد الملك فهد، يعتبر من المساجد التي انشأتها الحكومة السعودية في لوس أنجلوس بالولايات المتحدة الأمريكية،حيث أنهُ أول مسجد يُقام على نفقة الملك فهد بن عبدالعزيز آل سعود.

## بناء المسجد وتكاليفه
- يتألف المسجد من أربعة طوابق، أثنان منها زُين داخله وخارجه بالرخام السعودي، وروعي في تصميمه الجانب الجمالي ليضفي جمال العمارة، ويتسع المسجد لألفي مصل.
- مصلى النساء
- قاعة المحاضرات
- قاعة الاجتماعات
- فصول دراسية
- مركز للأبحاث
- ينفرد هذا المسجد الذي يعتبر من مساجد أمريكا الشمالية بدعم سعودي، حيث قدم الأمير عبد العزيز بن فهد بن عبد العزيز مبلغ مليون وخمسة وعشرين ألف قيمة الأرض ورسوم المخططات الأولية، بحيث بلغت تكلفة المسجد الأجمالية 8،100،000 دولار أمريكي، منها 7،500،000 دولار لبناء المسجد ومرافقه، و600 ألف دولار أمريكي لمدارس زمزم.[2]

## انظر ايضاً
- مساجد
- فهد بن عبدالعزيز آل سعود

## وصلات خارجية
- اهتمام خادم الحرمين الشريفين الملك فهد بن عبد العزيز - رحمه الله - بالأوقاف ودعمه للأقليات المسلمة.